# 五島裕二
五島 裕二（ごしま ゆうじ、1976年4月20日 - ）は、山梨県甲府市出身の元プロ野球選手（内野手）、野球指導者。右投左打。父はかつて東京オリオンズ・ロッテオリオンズに所属した元プロ野球選手の五島長登志。

## 経歴
小学4年で野球を始め、中学時代は県大会で3位となる。山梨学院大付高では1年秋から4番に座り、2年春からエースとなる。2年秋の関東大会で優勝し、第66回選抜高等学校野球大会でも先発勝利。ノビのある速球と高校通算34本塁打の打力が評価され、1994年度プロ野球ドラフト会議にてオリックス・ブルーウェーブから3位で指名され、投手として入団。背番号は45。
プロ入り後は投手として芽がでなかったが、野手転向した1998年にファームでチーム最多の37打点を記録し、翌1999年には一軍初出場を果たす。2000年に一軍に定着し始め、2本塁打、16打点を挙げた。
2002年には打率こそ低かったものの、いずれも自身最多となる74試合出場、7本塁打、31打点を記録している。
2004年末の球団合併・分配ドラフトを経て、2005年は合併後のオリックス・バファローズと契約。背番号は00に変更となった。同年は結果が出ず、オフに解雇され退団した。
後に笛吹市の少年野球チーム「G9's」の代表、金沢学院大学、東日本国際大学でコーチを務める。
2025年シーズンよりベースボール・チャレンジ・リーグ（ルートインBCリーグ）の山梨ファイアーウィンズで監督に就任する予定であることが、2024年8月に発表された。その後、山梨球団のウェブサイトに「来季監督」として掲載された（背番号は80番）。チームウェブサイトでは2025年2月になって表記が「監督」となった。

## 人物
プロレスラーの金丸義信は高校の同級生で、野球部のチームメイトでもあった。

## 詳細情報

### 年度別打撃成績
| 年 度     | 球 団      | 試 合 | 打 席 | 打 数 | 得 点 | 安 打 | 二 塁 打 | 三 塁 打 | 本 塁 打 | 塁 打 | 打 点 | 盗 塁 | 盗 塁 死 | 犠 打 | 犠 飛 | 四 球 | 敬 遠 | 死 球 | 三 振 | 併 殺 打 | 打 率 | 出 塁 率 | 長 打 率 | O P S |
| --------- | ---------- | ----- | ----- | ----- | ----- | ----- | -------- | -------- | -------- | ----- | ----- | ----- | -------- | ----- | ----- | ----- | ----- | ----- | ----- | -------- | ----- | -------- | -------- | ----- |
| 1999      | オリックス | 2     | 4     | 4     | 0     | 0     | 0        | 0        | 0        | 0     | 0     | 0     | 0        | 0     | 0     | 0     | 0     | 0     | 0     | 1        | .000  | .000     | .000     | .000  |
| 2000      | オリックス | 45    | 134   | 122   | 13    | 32    | 6        | 0        | 2        | 44    | 16    | 0     | 1        | 0     | 0     | 12    | 0     | 0     | 25    | 4        | .262  | .328     | .361     | .689  |
| 2001      | オリックス | 60    | 130   | 120   | 9     | 31    | 3        | 0        | 1        | 37    | 13    | 0     | 0        | 0     | 0     | 10    | 0     | 0     | 29    | 4        | .258  | .315     | .308     | .623  |
| 2002      | オリックス | 74    | 246   | 218   | 21    | 54    | 11       | 0        | 7        | 86    | 31    | 1     | 0        | 1     | 3     | 23    | 1     | 1     | 46    | 7        | .248  | .318     | .394     | .712  |
| 2003      | オリックス | 20    | 28    | 22    | 0     | 4     | 1        | 0        | 0        | 5     | 2     | 0     | 0        | 0     | 1     | 4     | 0     | 1     | 6     | 1        | .182  | .321     | .227     | .548  |
| 2004      | オリックス | 8     | 7     | 6     | 0     | 1     | 0        | 0        | 0        | 1     | 0     | 0     | 0        | 0     | 0     | 1     | 0     | 0     | 1     | 1        | .167  | .286     | .167     | .453  |
| 2005      | オリックス | 7     | 11    | 11    | 0     | 2     | 1        | 0        | 0        | 3     | 3     | 0     | 0        | 0     | 0     | 0     | 0     | 0     | 3     | 1        | .182  | .182     | .273     | .455  |
| 通算：7年 | 通算：7年  | 216   | 560   | 503   | 43    | 124   | 22       | 0        | 10       | 176   | 65    | 1     | 1        | 1     | 4     | 50    | 1     | 2     | 110   | 19       | .247  | .315     | .350     | .665  |

### 記録
- 初出場・初先発出場：1999年10月9日、対千葉ロッテマリーンズ24回戦（グリーンスタジアム神戸）、8番・一塁手として先発出場
- 初安打：2000年8月2日、対千葉ロッテマリーンズ16回戦（千葉マリンスタジアム）、2回表に清水直行から右前安打
- 初打点：同上、5回表に清水直行から左翼線適時二塁打
- 初本塁打：2000年9月17日、対西武ライオンズ24回戦（グリーンスタジアム神戸）、2回裏に石井貴から右越ソロ
- 初盗塁：2002年9月16日、対福岡ダイエーホークス24回戦（福岡ドーム）、7回表に二盗（投手：誠、捕手：城島健司）

### 背番号
- 45 （1995年 - 2004年）
- 00 （2005年）
- 80 （2025年 - ）